# Нусбаум, Генрик

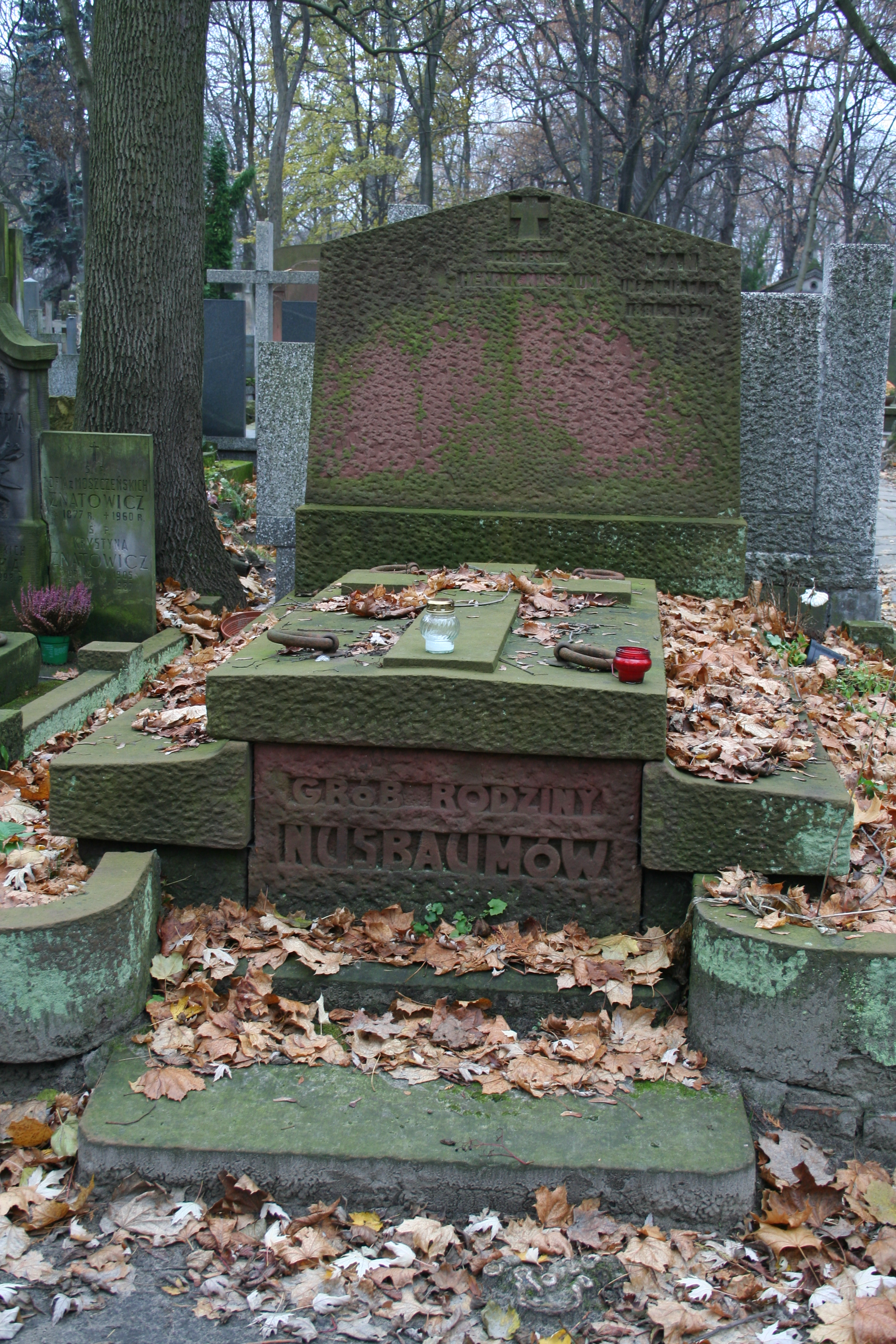
Могила Генрика Нусбаума, кладбище Старые Повонзки, Варшава

Генрик Нусбаум (22 апреля 1849, Варшава — 19 февраля 1937, там же) — российский и польский медик, невролог, физиолог, медицинский философ и журналист, преподаватель. Сын журналиста Гилярия Нусбаума и брат зоолога Иосифа Нусбаум-Гиларовича.
Окончил III гимназию в Варшаве в 1867 году, а затем учился в медицинском факультете Варшавской главной школы, преобразованной затем в Императорский Варшавский университет. В 1872 году получил степень лекаря. Дальнейшее обучение продолжил в Дерптском университете, где в 1875 году, сдав экзамен с отличием, получил степень доктора медицины.
В следующем году предпринял научную поездку по европейским городам, слушал лекции Теодора Мейнерта и Морица Бенедикта в Вене, Альфреда Вульпиана и Жана-Мартена Шарко в Париже и Марцеллия Ненцкого в Берне. По возвращении перешёл на факультет физиологии Варшавского университета, где работал под началом Феликса Навроцкого, а с 1879 по 1882 год был прозектором. В 1882 году по решению правления этого заведения был назначен доцентом физиологии, но назначение не было утверждено российскими властями. С 1908 года был членом организации «Польская школьная мать». В 1920 году в знак признания достигнутых им научных достижений медицинский факультет Варшавского университета присвоил ему звание доцента в области философии и логики медицины, а в 1923 году сделал его почётным профессором. На протяжении более чем половины столетия занимался частной практикой в качестве врача по заболеваниям нервной системы и внутренних болезней. В 1910 году был одним из основателей еврейского дома для престарелых в Варшаве. В своей научной работе также интересовался философией медицины и принадлежал к «средней» школе  в рамках польской школы философии медицины. Похоронен на кладбище Старые Повонзки.
Главные работы: «O nerwach przyspieszających ruch serca. Przyczynek do anatomii i fizjologii nerwów serca i do działalności fizjologicznej kurary» (1875), «O metodzie rozpoznawania chorób» (1877), «O unerwieniu wyżymacza pęcherza moczowego, O fizjologicznym działaniu niektórych trucizn na śliniankę żuchwową, Odczyty i szkice», том I (1908), том II (1909), «Pisma z dziedziny nauk lekarskich» (1913), «Filozofja medycyny» (1926), «Zarys etyki lekarskiej» (1932).
Похоронен в Варшаве на кладбище Старые Повонзки.